# 眼泪之路
眼泪之路（英語：Trail of Tears），又译血泪之路，是迫使美国印第安人（美洲原住民）从美国东南部的家乡迁往密西西比河西岸印第安领地的一系列强制性人口迁移。19世紀居住在美國東北部的美洲原住民由於當時美國總統安德魯·傑克森簽署的法案，而被強迫遷移到南方的一段過程。在1830年，大約有12萬5000名美洲原住民居住在喬治亞州、田納西州、阿拉巴馬州、北卡羅萊納州以及佛羅里達州。但是白人移民想要在這些印地安人的土地上種植棉花等經濟作物，因此美國聯邦政府於1830年通過《印第安人迁移法案》通後，強迫印地安人遷移到政府劃定的印地安領地，全長大約1200英里，且印第安人都是徒步遷徙，被迫迁移的印第安人在前往新领地的途中饱受冻馁和疾病，许多人在到达目的地之前就已死亡。傳統文化亦快速流失。遭受强制迁移的美洲原住民族族包括切罗基人、克里克人、塞米诺尔人、奇克索人、乔克托人（合称文明化五部族）及他们的黑奴。

## 背景

### 白人眼中的印地安問題
1828年，在佐治亚州的切罗基人领地发现了金矿，随后出现的佐治亚州淘金热引发了将密西西比河东岸的印第安人逐出其领地的一系列政治运动。1830-1850年间，上述印第安人部族在美国陆军和州民兵的严密监管下背井离乡，前往遥远的西部 。1838年，最后一批切罗基原住民完成了迁移。踏上西迁之路的16543名切罗基人中，大约有2000-8000人死于途中。

## 历史

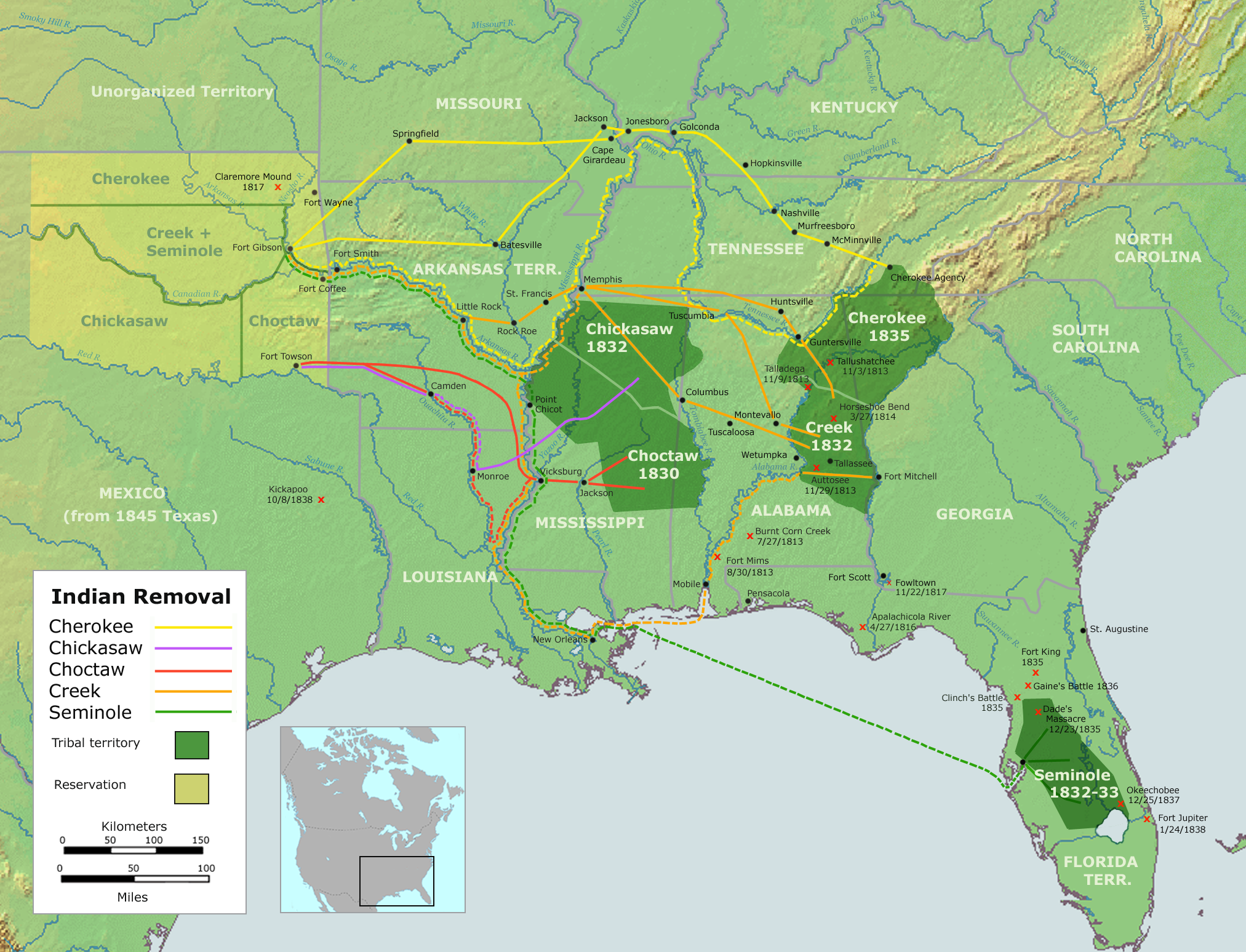
描绘印第安人迁移路线的地图，1830-1838。俄克拉荷马州被标记为浅黄绿色。

1830年，文明化五部族仍以自治形式居于美国深南部。与此同时，乔治·华盛顿和亨利·诺克斯提出的同化原住民运动声势渐强，尤以同化切罗基人和乔克托人的呼声为甚。當時對於許多美國白人而言，居住在東部的印地安人是個需要解決的問題，因為他們的存在讓白人的土地無法充分的使用，因此許多總統也都致力於解決此一問題，像是美國第一任總統喬治·華盛頓就認為解決此一狀況的最佳方式就是同化這些印地安人，實際的行動是讓這些印地安人改信基督教、學習英語，並且教導他們歐洲的文化和私有財產的概念。希望透過這些方式讓印地安人徹底融入白人社會。

### 權利遭受侵害
而印地安人在喬治亞州、田納西州、阿拉巴馬州、北卡羅萊納州以及佛羅里達州的土地相當有價值，因此許多白人移民想要在這裡種植高經濟價值的作物像是棉花，他們並不在乎印地安人的權利被侵害，且要求政府提出許多限制印地安人權利的政策，最後還有一些白人偷竊印地安人的家禽、放火燒毀他們的房子、洗劫幾個比較大的城鎮，並且藉機強佔土地。

### 聯邦政府介入
州政府在此時不但沒有協助被欺壓的印地安人，甚至還加入了白人的行列之中，許多地方的州政府先後通過了法律，限制印地安人的權利和活動範圍，或是將其原有的土地劃分給白人使用，此舉讓印地安人的生活被徹底改變，於是他們向法院提起訴訟，最後美國最高法院也判決包含喬治亞州政府在內的許多地方政府無權限制印地安人的權利。但是當時的總統安德魯·傑克森拒絕接受最高法院的判決，於是對於印地安人的壓迫也就持續進行，這讓白人獲得了大量的土地並且剝奪了印地安人的權利。

## 過程

### 簽署法案
美国殖民者持续向联邦政府施压，迫使其将东南印第安人逐出领地；许多殖民者不仅蚕食着印第安人领地，且希望他们可侵占更大面积的领土。 尽管该运动受到包括大卫·克洛科特在内的诸多人反对，美国国会依然在1830年通过了时任总统安德鲁·杰克逊签署的《印第安人迁移法案》，该法案剥夺了印第安人对领地的所有权。其實安德魯·傑克森總統從政前是一位軍人，曾經領導了軍隊強力驅逐居住在佛羅里達州的印地安人，所以在成為總統後也想透過一樣的方式驅逐各地的印地安人。在這項法案正式生效後，聯邦政府將有權力強行將印地安人遷移到現今的奧克拉荷馬州一帶，即是政府劃定的印地安區域，且任何印地安人都不得違抗這項命令。

### 血與淚的遷徙
而當印地安人在反抗這項法案的同時，1831年的冬天，聯邦政府的軍隊正式進入印地安人的部落中強迫其遷移，這些印地安人只能用步行的方式至政府劃定的印地安人區域，因此印地安人必須徒步走大約1200英哩的距離，且過程中聯邦政府完全沒有提供任何食物也沒有給予任何協助，造成許多印地安人大量死亡，主要是因為此時傷寒和霍亂大流行，再加上沒有足夠的食物，才造成如此嚴重的後果。
乔克托人成为第一个被迁移的部族，往后的迁移模式也依此进行。 塞米诺尔人在两次抗战后于1832年被迫迁移。克里克人的迁移发生于1834年，奇克索人的迁移发生于1837年，最后被迁移的切罗基人于1838年踏上了离乡之路。 

### 傳染病流行的爭議
有一些學者認為這些傳染疾病是聯邦政府的軍隊刻意在遷徙過程中散播出去的，目的是希望透過減少印地安人的數量讓印地安人無法組織大規模的行動，這也是當傷寒及霍亂在流行時聯邦軍隊卻沒有提供任何協助的主因。在這項血腥法案執行的過程當中，幾乎所有部落都遭到驅離，並且有接近半數的美州原住民死亡。
也有一些人设法逃脱了迁移运动得以留居家乡；这些人中的乔克托人定居于密西西比州，克里克人定居于在亚拉巴马州和佛罗里达州，切罗基人定居于北卡罗来纳州，塞米诺尔人定居于佛罗里达州。 佛罗里达州的塞米诺尔部落便起源于当初逃脱迁移的一小撮塞米诺尔人。 五部族的随行人员中有一些非裔美国人（其中有4000名黑奴，剩下的则是五部族人的配偶和自由民）。到1837年，已经有46000名印第安人从家乡迁移至新的印第安领地，欧洲殖民者得以开辟25,000,000英畝（100,000平方）的土地用于定居。

## 後續
五部族的随行人员中有一些非裔美国人（其中有4000名黑奴，剩下的则是五部族人的配偶和自由民）。到1837年，已经有46000名印第安人从家乡迁移至新的印第安领地，欧洲殖民者得以开辟25,000,000英畝（100,000平方）的土地用于定居。
这些自治部族的领地在1838年前被不断割让和并吞，部分原因在于非法占领者的施压和联邦政府新立领地的军事威胁。联邦直辖区的边界划分取代了先前政府与印第安人所签订条约的边界划分，所以当这些地区成为美国各州时，联邦政府开始寻求取消独立于政府管辖且与各州领土冲突的印第安人领地区划，最终演化为对印第安人的强制迁移。美国人口的增长和南方奴隶制的扩张加剧了该运动的推进。
到了1840年，所有的印地安人都被強行遷移到南方的印地安區域，聯邦政府向印地安人承諾以後不再干擾當地部落的自治，但是當白人不斷向西部開墾時，印地安的土地卻漸漸縮小，最後在1907年，奧克拉荷馬州成立，也宣告當年政府承諾印地安人的土地已不復存在。

### 杰克逊扮演的角色
安德鲁·杰克逊在担任总统的十多年前便开始支持印第安人迁移， 该运动因而成为他任内的优先事务。安德鲁·杰克逊和他的继任者马丁·范布伦进行的人口迁移遵循《印第安人迁移法案》，该法令授权总统与部族进行土地交换、土地基建改善和西迁的谈判，同时赋予总统支付部族西迁费用的权利，但该法令并不允许总统强制部族西迁。马丁·范布伦曾评论《印第安人迁移法案》道「在杰克逊总统的任期内，他对印第安人迁移的主导作用和重视程度比其他事务都要高。」
法案颁布几年后，切罗基人就因与佐治亚州的冲突提起了多出诉讼。 其中一些上诉到最高法院，最有名的一件当属伍斯特诉佐治亚州案 。塞缪尔·伍斯特和其他非印第安人因未经许可就居住在佐治亚州的切罗基人领地而被该州法律定罪。伍斯特被判入狱四年，并提起上诉，辩称该判决违反印第安人和联邦政府就州法律在切罗基人领地的施行而签订的条约。最高法院撤销其定罪，并裁定切罗基人只受联邦法律约束，且依至高条款禁止佐治亚州法律对他们的干预。 时任首席大法官约翰·马歇尔主张"切罗基人是一个拥有领地的独特部族，佐治亚州法律不得干预其人。美国政府和切罗基人的往来仅受宪法和联邦法律干预，该权利仅归属于联邦政府。"
然而，安德鲁·杰克逊并未听取最高法院的判决。 他担心该判决会致使联邦军队与佐治亚州民兵开战，并加剧联邦法令废止权危机从而引发全面内战。相反，他积极促成了政府和切罗基人的土地交换条约。 支持最高法院判决的反对派亨利·克莱和约翰·昆西·亚当斯对杰克逊拒绝维护佐治亚州切罗基人领地主权的决定表示愤慨 。拉尔夫·沃尔多·爱默生则写了一篇关于美国文化同化切罗基人的文章以示对判决的支持。
杰克逊继续推进印第安人迁移运动，并于1835年12月29日与切罗基人达成《新埃科塔条约》。该条约要求切罗基人于两年内迁往新的印第安领地（现在的俄克拉荷马州）。然而，只有很小一部分切诺基人愿意背井离乡，大部分人于1838年由州民兵武装押送，在政府的强迫下踏上了西迁之路。这些人先是被还押在东田纳西州的营地，后于十一月被划分为几个千人小组，开始向西行进。 这趟迁移中，切罗基人风餐露宿、饱经风霜。
切罗基人与联邦政府最终签订了《新埃科塔条约》，条约规定切罗基人放弃密西西比河东岸的所有领地以换取位于俄克拉荷马州的新领地和一笔五百万美元的款项。 许多切罗基人因他们的领袖接受了该条约而感到被背叛，而16000多名切罗基人曾联署一份请愿书以阻止该条约通过。至1840年，成千上万的切罗基人以及其他部族已从密西西比河东岸移居异乡。 克里克人、乔克托人、塞米诺尔人和奇克索人也依据《印第安人迁移法案》完成了迁居。一位乔克托族酋长将这次跋涉之旅总结为“遍布泪水和死亡的足迹”，一场将大部分东南部印第安人逐出他们家乡的灾难。

### 术语
该运动有时被归为"死亡行军"，尤指1838年切罗基人横穿美国中西部的西迁之路（主要为陆上行进）。
印第安人最初拥有如何进行迁移的决定权，但一系列事故的发生使得这样的权利近乎虚设。切罗基人迁移途中所遭受的最大惨祸发生于截止日期（1838年5月28日）后，还未完成迁移的切罗基人先是被集中关押，后又被编成每队人数超过700人（超过当时的小石城和孟菲斯的人口）的几支小队。在小队中迅速蔓延的瘟疫杀死了许多切罗基人。此外，这些小队依然遵照先前的路线，被迫于一年中气候最恶劣之时踏上西迁之路，而之前的大规模迁移已然耗尽了该路线上的大部分补给。因此，他们在迁移过程中饱受严寒、酷暑、饥饿、疾病和暴力的折磨，死伤惨重。口粮不足同样重创了其他部族的人口，约有1/3的乔克托人和大量其他族群死于行进途中。
「眼泪之路」的词义存在争议。历史学家和文明化五部族的后人争论其能否代表印第安人从密西西比河东岸迁往印第安领地的整段历史，或仅仅特指文明化五部族西迁途中的陆上行进，又或特指因拒绝执行条约而被集中关押、强制西迁的印第安人行进之路。

## 法律背景
早期联邦政府尚未对密西西比河东岸宣示主权，也未划立俄克拉荷马州时，承认印第安人领地是联邦政府管辖下的，拥有内部主权的自治区。 
在保有部落自治权（包括自设宪法和议会）的同时，包括易洛魁人和切罗基人在内的众多东南印第安人受经济一体化影响，部分或完全参与该区经济。例如，印第安人仿照佐治亚州经济模式发展种植园经济，他们也因殖民者的影响而开始蓄奴。奴隶们也印第安人西迁时随行。在美国独立战争和并吞易洛魁联盟前，现今纽约上州的土地上也有过类似的一体化进程。
依联邦条约法规定，受联邦政府承认部族的领土边界和东南印第安人部族的领土边界地位等同；然而，在联邦政府设立印第安保留地后，印第安人领地开始经依法条约割让给政府，而原住民将被迫迁移。印第安领地的划定和密西西比河东岸印第安领土主权的废除昭示了美国印第安人保留地政策的建立。19世纪后期，联邦政府对剩余的旧印第安领地原住民施行该政策。
对印第安领地主权归属的争论持续至切罗基族诉佐治亚州案(1831)。该案中，最高法院裁定切罗基自治部落并非主权个体，因此无权申诉。 然而，在 伍斯特诉佐治亚州案(1832) 中，法院重新裁定切罗基自治部落在联邦政府的管辖下享有有限的内部主权。新判决与接下来发生的强制迁移运动立场相悖，且为现代美国判例法奠定了基础。
尽管杰克逊违抗了最高法院的裁定， 但他并非唯一这么做的人。州政府和联邦政府都曾违约而不承担任何后果，而他们往往将该行为归因于军事上的紧急状态。此外，印第安人不会自动成为美国公民，也少有法庭上的代表，这一状况使得政府更加肆无忌惮地违约。
杰克逊在推进眼泪之路施行的过程中扮演了重要角色。他在一次有关印第安人迁移行动的演讲上曾言：“它（迁移行动）将使印第安人避免与白人定居者直接接触；使他们免受政权影响；让他们能够以自己喜欢的方式追求幸福；将减缓他们所在部族的衰退；部族规模将会缩减，他们也可能在政府的保护和劝导下逐渐开化，最终转变成一个颇具吸引力的文明化基督教社体。“依杰克逊的说法，西迁将是有百利而无一弊的。他的观点获得了众多既得利益者的支持。
事实上，尽管有针对留居被并吞领地的印第安人的入籍考试，但美国州份并不承认印第安人的领土主权，只在各州法律框架下承认个人所有权，并且对白人和非白人区别对待。因此，非白人往往只能享有受限的起诉权；印第安人迁移运动在美国的军事管辖下，往往由州民兵推行，严苛的管辖使得个别具有美国公民身份的印第安人也被迫西迁。杰克逊和范布伦政府依据《印第安人迁移法案》制定的军事行动和随后颁布的条约被普遍认为是致使大部分东南印第安人流离失所、一命归阴的直接因素。田纳西州众议员大卫·克洛科特曾积极反对《印第安人迁移法案》的通过，然无果而终 。

## 乔克托人的迁移

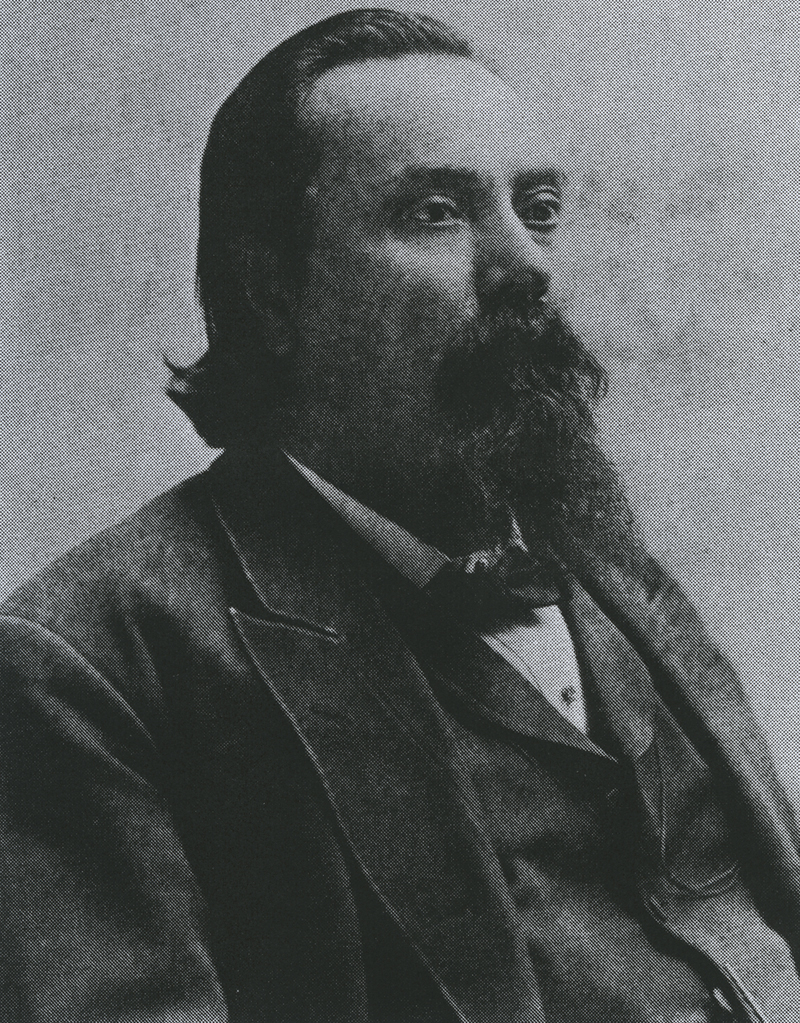
乔治·华盛顿·哈金斯，乔克托族酋长

乔克托人曾占据亚拉巴马州、密西西比州和路易斯安那州的大部分领土。 1801年起，经过一系列的条约规定,乔克托人领地面积减至 11,000,000英畝（45,000平方）。 1831年正式生效的《舞兔克里克条约》将剩下的领地割让给美国政府。乔克托人在《舞兔克里克条约》规定部分乔克托人可以留居家乡后开始迁移。乔克托族酋长乔治·华盛顿·哈金斯在迁移开始前曾致信美国公民：
It is with considerable diffidence that I attempt to address the American people, knowing and feeling sensibly my incompetency; and believing that your highly and well improved minds would not be well entertained by the address of a Choctaw. But having determined to emigrate west of the Mississippi river this fall, I have thought proper in bidding you farewell to make a few remarks expressive of my views, and the feelings that actuate me on the subject of our removal.... We as Choctaws rather chose to suffer and be free, than live under the degrading influence of laws, which our voice could not be heard in their formation.——George W. Harkins，George W. Harkins to the American People
时任美国战争部长刘易斯·卡斯任命乔治·盖恩斯主管乔克托人的迁移。盖恩斯将迁移分为三个阶段，自1831年始，至1833年终。 1831年11月1日，在孟菲斯和维克斯堡举行的组会宣告第一阶段的开始。移民们不幸遇上一个严酷的冬天，不得不在雨雪交加的天气中行进。乔克托人最先希望乘马车迁移，但洪水使该计划流产。孟菲斯和维克斯堡的居民随着食物一天天耗尽而忧心忡忡。最终，五艘汽船将乔克托人运至河岸目的地。孟菲斯的乔克托人横穿阿肯色州 60英里（100） 前往阿肯色波斯特，但那里因河道冰封而在几周内都无法继续行进。 每天的食物配给包括少量煮熟的玉米，一根白萝卜和两杯热水。 四十辆隶属政府的马车被运至阿肯色波斯特，以将乔克托人继续运往小石城。当他们到达小石城时，一位乔克托族酋长将这次跋涉之旅总结为“泪水和死亡的足迹”。维克斯堡的乔克托人由一位不称职的向导指引，不幸迷失于莱克普罗维登斯的沼泽地中。

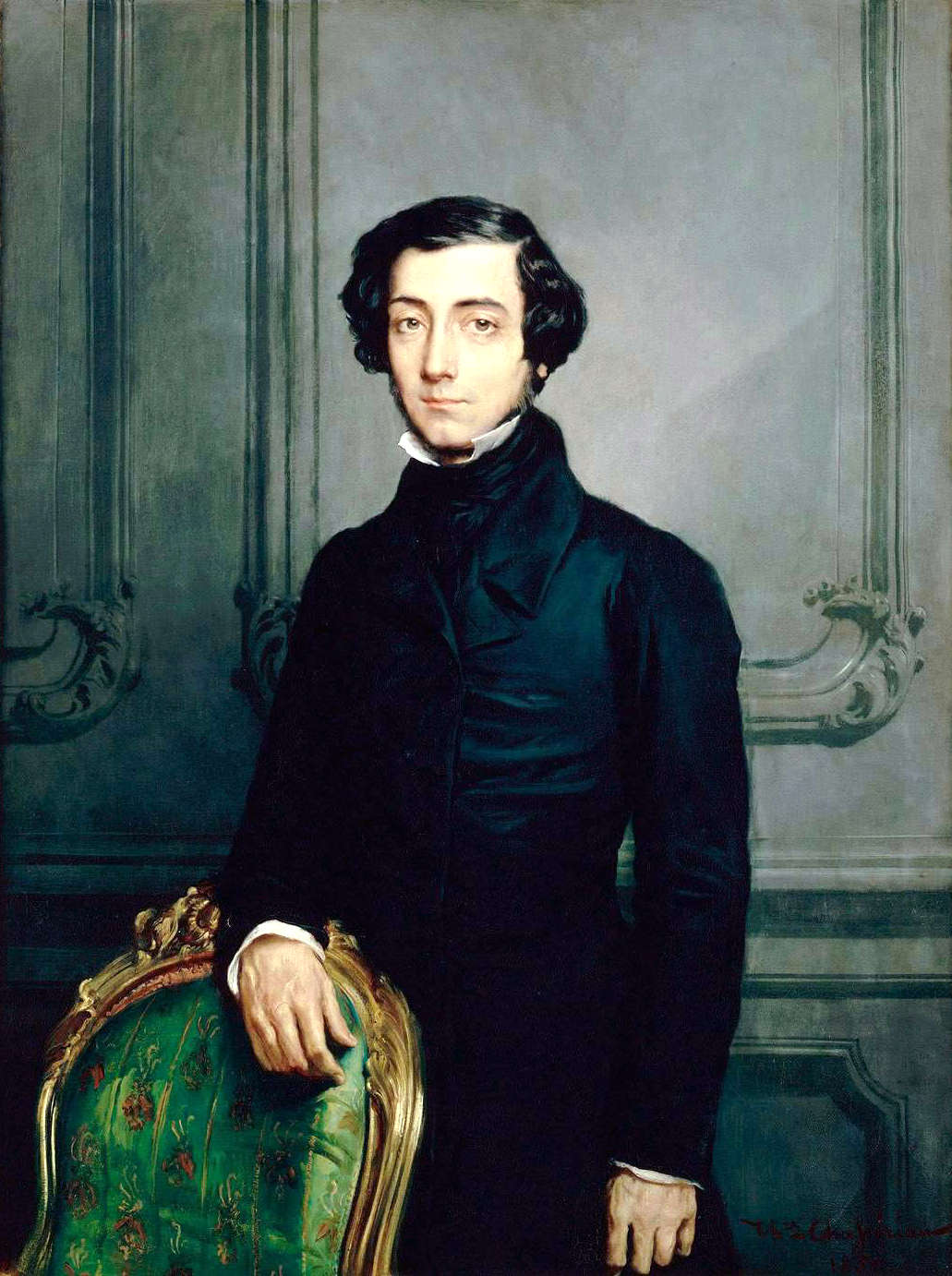
托克维尔，法国政治思想家和历史学家

法国哲学家托克维尔在田纳西州孟菲斯亲眼目睹了1831年乔克托人的迁移，他在著作《论美国的民主》中写道：
In the whole scene there was an air of ruin and destruction, something which betrayed a final and irrevocable adieu; one couldn't watch without feeling one's heart wrung. The Indians were tranquil, but sombre and taciturn. There was one who could speak English and of whom I asked why the Chactas were leaving their country. "To be free," he answered, could never get any other reason out of him. We ... watch the expulsion ... of one of the most celebrated and ancient American peoples.——Alexis de Tocqueville，Democracy in America
接近17000名乔克托人被强制迁往新的印第安人领地（现在的俄克拉何马州），约2500–6000名乔克托人死于途中。约5000-6000名乔克托人留居密西西比河东岸，他们受到法律纠纷、骚扰和恐吓的威胁，乔克托人的"住宅被烧，栅栏被破，庄稼被毁，人被拷打、虐待，部族中的壮年男子几近灭绝"。 留居的乔克托人现被称为密西西比派乔克托人，被迫迁移的乔克托人现被称为俄克拉荷马州乔克托人。乔克托人是第一个与联邦政府签订迁移条约的部族。安德鲁·杰克逊原本以为将和他们进行一次充满火药味的谈判，但乔克托人似乎比总统预想的更为合作。迁移条约规定政府将承担迁移的全部费用，而乔克托人须在两年半内完成西迁。

## 塞米诺尔人的迁移
1821年，美国通过《亚当斯–奥尼斯条约》从西班牙手中购得佛罗里达州。 1832年，塞米诺尔人被召集至俄克拉荷马河的佩恩码头参加签订条约的协商会。该条约规定如果情况允许，那么塞米诺尔人将西迁至克里克人的新领地并成为克里克族的一部分。然而，克里克人视塞米诺尔人为背叛者；一些塞米诺尔人来自克里克族，也有一些来自其他部族， 那些曾是克里克人一员的塞米诺尔人并不希望西迁至克里克人领地，因为他们确信克里克人将会开展残酷的报复。 塞米诺尔人七位酋长组成的代表团要求视察新领地，塞米诺尔人也得以留在佛罗里达州直至1832年10月。在为期数月的领地视察和与早先西迁的克里克人的协商后，七位酋长于1833年3月28日联署了一项声明表示新领地是可接受的居点。 然而，在他们回到佛罗里达州后，大部分酋长撤回了声明，并声称他们未曾参与联署或被迫参与联署；他们还宣称自己没有权利决定塞米诺尔人能否西迁。不过，阿巴拉契科拉河沿岸的原住民被轻易劝服，于1834年开始西迁。1835年10月28日，一群塞米诺尔人以及他们的黑奴伏击了一支正从坦帕的布鲁克堡向奥卡拉的国王堡行军的美军连队，110名美军中仅3人幸存。这次伏击后来被称为戴德大屠杀。

当意识到塞米诺尔人将武装抗拒迁移时，佛罗里达州开始为战争做准备。 圣奥古斯丁民兵向美国战争部借贷500支火枪。 时任佛罗里达州州长理查德·基思·考尔动员了五百名志愿兵。 塞米诺尔人以四人小组的形式袭击农场和定居点，受害者成群结队向堡垒、大成镇或州外逃亡。 一支由奥斯西奥拉领导的印第安人作战小组俘获了一列供给货物给州民兵的列车，杀死其中8名警卫并使6人受伤。州民兵在数日后的另一场战斗中夺回了大部分货物。此外，由于大部分种植园里的奴隶加入了塞米诺尔人一方，圣奥古斯丁以南大西洋沿岸的大批甘蔗种植园被毁。
其他战酋，如哈勒克·切斯特努吉、江珀以及塞米诺尔黑人中的亚伯拉罕和约翰·霍斯继续领导塞米诺尔人对抗正规军。 战争于1842年（整整十年后）才结束。 据估计，美国政府在这场战争中花费约为20000000美元（相当于现今的519241379美元），在当时是个天文数字。许多印第安人被强行迁移至密西西比河西岸的克里克人领地；其他人则撤退至大沼泽地继续抗争。 最后，政府放弃了征服残余塞米诺尔人的尝试，允许剩下不到500名塞米诺尔人继续留在大沼泽地。 有学者认为，至少有几百名塞米诺尔人在塞米诺尔战争后留居大沼泽地。
由于塞米诺尔战争仍未缔结正式和约，留居大沼泽地的塞米诺尔族幸存者声称他们是唯一未曾放弃旧领地主权，也未曾与美国政府媾和的受承认部族。
大部分美国人认为塞米诺尔人的反抗毫无必要。一篇于1836年1月26日刊登在佐治亚州《国家询问者报》上的文章指责塞米诺尔人不忠于他们曾在谈判时做出的西迁承诺，还应为抵抗运动中出现的暴行负责。

## 克里克人的迁移
1812年战争后，一些克里克人领袖，如威廉·麦金托什签订了将更多领地割让给佐治亚州的条约。 1814年签订的《杰克逊堡条约》将位于佐治亚州的印第安人领地全部割让给联邦政府。温和派克里克人领袖，如Selocta和“伟大战士”，向“利刃”（安德鲁·杰克逊的印第安绰号）昭示他们致力于维护和平。 然而，杰克逊反驳称美国政府曾对特库姆塞网开一面，因此克里克人必须割让全部领地以示报恩。 此外，杰克逊无视了联邦政府依据《根特条约》第9条提出的恢复印第安人对其领地主权的建议。
Jackson opened this first peace session by faintly acknowledging the help of the friendly Creeks. That done, he turned to the Red Sticks and admonished them for listening to evil counsel. For their crime, he said, the entire Creek Nation must pay. He demanded the equivalent of all expenses incurred by the United States in prosecuting the war, which by his calculation came to 23,000,000英畝（93,000平方） of land.——Robert V. Remini, Andrew Jackson
最终，克里克人邦联颁布了拒绝进行进一步领地割让的法令。然而，在1825年2月12日，麦金托什和酋长们签订了《印第安斯普林斯条约》，放弃了大多数位于佐治亚州的克里克人领地的主权 。美国参议院批准该条约后，麦金托什于1825年8月30日被酋长Menawa领导的一支克里克族暗杀。
由酋长Opothle Yohola领导的克里克族委员会向联邦政府抗议《印第安斯普林斯条约》是一份欺诈性条约。 时任总统约翰·昆西·亚当斯对克里克人表示同情，并最终通过《华盛顿条约》(1826)废止了该条约。 历史学家R·道格拉斯·赫特写道："克里克人创造了历史，他们成功废止了一份已获批的条约。" 然而，时任佐治亚州州长乔治·特鲁普无视新条约规定，依照《印第安斯普林斯条约》推进强制当地印第安人迁移的运动。 亚当斯总统曾试图派出联邦军队干预，但特鲁普召集州民兵以示对抗，亚当斯惧怕内战爆发于是就此作罢。他曾对至交解释道，“为了印第安人的生死存亡而兵戎相见并不值得。”
虽然许多下游的克里克人被迫离开佐治亚州前往新的印第安领地，仍有大约20000名上游的克里克人留居亚拉巴马州。然而好景不长，该州也开始推进印第安人迁移和扩张州法律适用范围运动。Opothle Yohola对安德鲁·杰克逊政府提请上诉以使克里克人免受迫害，但该尝试无果而终。1832年3月24日签订的《塞萨塔条约》将克里克人领地划分为独立的社区农圃。克里克人可以出售他们的农圃以换取西迁的资金，或是在接受州法律约束的前提下留在亚拉巴马州。然而，克里克人从未获得在平等条件下遵从条约的机会。美国殖民者肆无忌惮的蚕食他们的领地，而联邦和州政府无力或不愿阻止并吞的进行。此外，正如历史学家比利·温近来出版的迁移行动编年史所述，在条约签订后，众多针对克里克人的欺诈性计划随即实施，这些计划由州内投机商制定，旨在骗取克里克人的农圃。 一部分饥寒交迫且受到美国殖民者侮辱的克里克人以突袭农庄和实施孤狼行动作为回击。不断加剧的紧张局势在1836年5月，位于佐治亚州和克里克人边境的罗阿诺克镇被毁时达到顶点，该事件致使克里克人对美国公开宣战。 在1836年克里克人战争期间，时任战争部长刘易斯·卡斯派遣温菲尔德·斯科特少将强制将克里克人迁往密西西比河西岸的印第安领地以停止暴力。迁移在1830-1835年间持续进行，而1836年，最后一批克里克人也被迫踏上西迁之路。这批克里克人最后定居于俄克拉荷马州，15000人中的3500人死于途中。

## 奇克索人的迁移

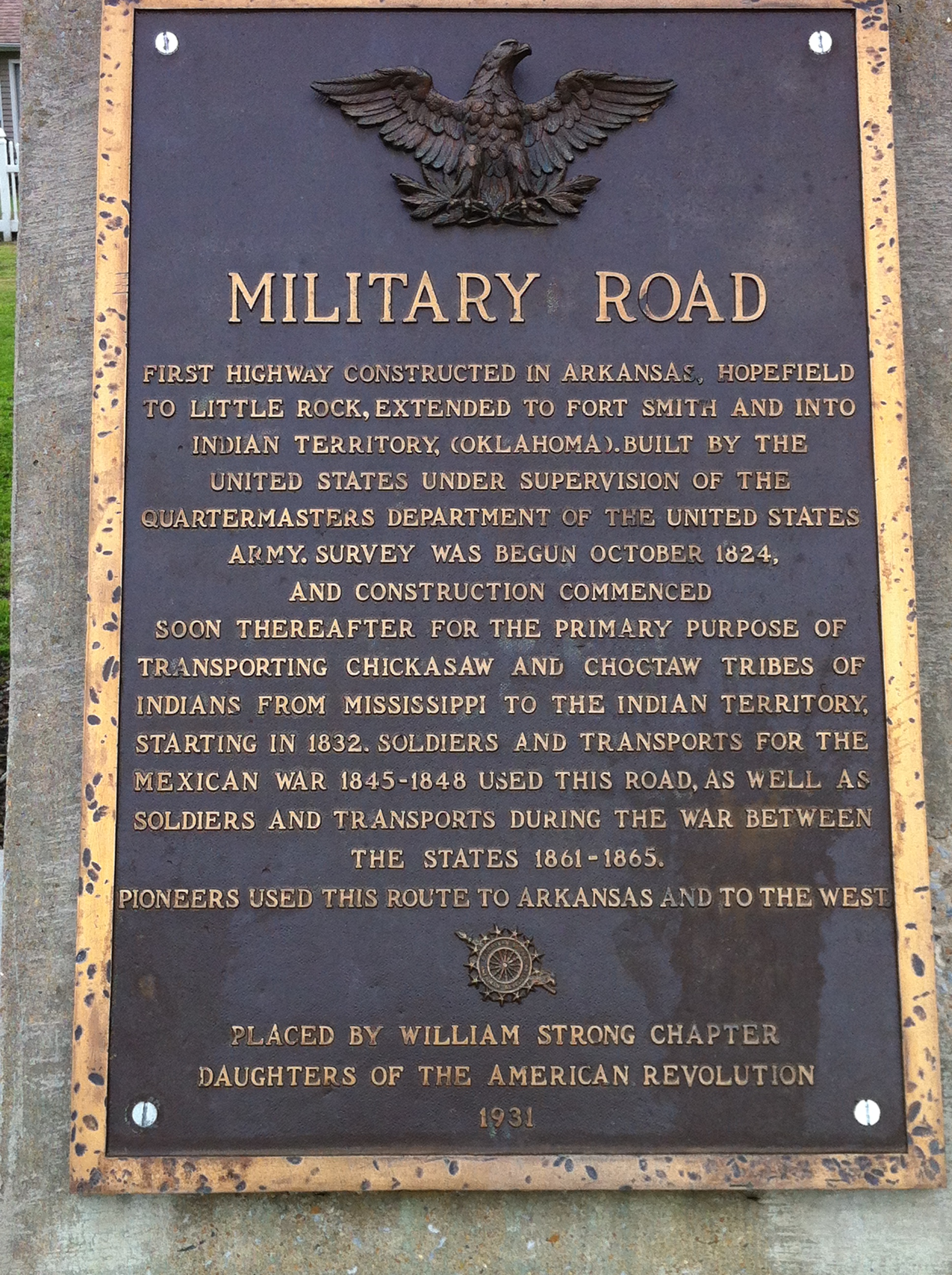
位于阿肯色州马里昂的纪念牌匾

联邦政府支付了经济补偿以换取奇克索人在密西西比河东岸的领地。在长达五年的争论后，联邦政府与奇克索人于1836年达成协定，支付现金购买他们的领地。 政府为购买奇克索人领地的最西端而向他们支付了530000美元（相当于现今的12092030美元）。 1836年，第一批奇克索人迁移在约翰·M·米勒德的领导下进行，他们携带着所有的资产（财产、牲畜及奴隶）于1836年7月4日在孟菲斯集合。横渡密西西比河后，他们沿着乔克托人和克里克人早先走过的路线西迁。 进入印第安领地后，奇克索人便和乔克托人群居一处。

## 切罗基人的迁移

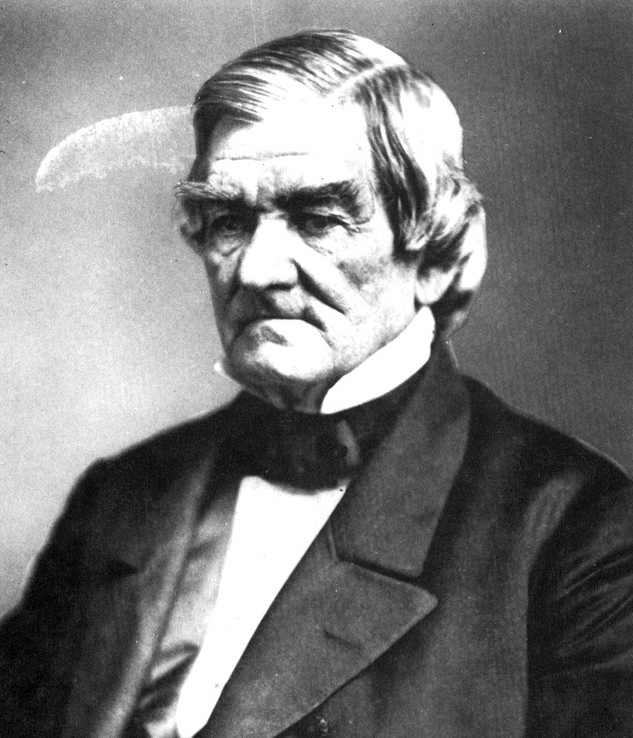
切罗基族头人约翰·罗斯，摄于1866年，他于同年去世

至1838年，仅有约2000名切罗基族人离开佐治亚州前往新的印第安领地（现在的俄克拉荷马州）。1838年5月，时任总统马丁·范布伦对温菲尔德·斯科特将军下发最后通牒，要求他强制迁移剩下的切罗基人。约4000名切罗基人死于随后的西迁之路上。在切罗基语里，这次西迁被称为nu na da ul tsun yi （意为”满溢其泪水之地“）或nu na hi du na tlo hi lu i （意为“满溢其泪水之路”）。依据《印第安人迁移法案》制定的《新埃科塔条约》强制规定了切罗基人的西迁路线，该条约还规定切罗基人须以密西西比河东岸的所有领地换取位于密西西比河的新领地，然而大部分切罗基人和酋长从未接受此条约。
对于因人口压力而不得不居住于非法定居点的佐治亚州农民来说，地广人稀的切罗基人领地具有很高的吸引力。 佐治亚州和切罗基人间长期存在一触即发的紧张态势，而这一态势在1829年佐治亚州淘金热爆发时演变为冲突。雄心勃勃的淘金移民开始擅闯切罗基人领地，并向联邦政府施压以实现《1802年协议》所承诺的的取消佐治亚州印第安领地的主权。
1830年，佐治亚州试图扩张州法律适用范围至印第安人领地，该尝试提呈至最高法院以受裁定。在切罗基人诉佐治亚州案(1831)中，约翰·马歇尔裁定切罗基自治部落并非主权个体，因此拒绝听取此案。然而，在伍斯特诉佐治亚州案(1832)中，法院裁定佐治亚州法律不适用于切罗基人，因为唯一有权处理印第安人事务的是联邦政府而非州政府。 与伍斯特诉佐治亚州案 相关的是安德鲁·杰克逊的名言”既然约翰·马歇尔做出了裁定，那就让他自己去强制执行吧！“现今一般认为这句话是杜撰的，且在该案发生三十年后才在霍勒斯·格里利主编的一本教科书中被首次提及。

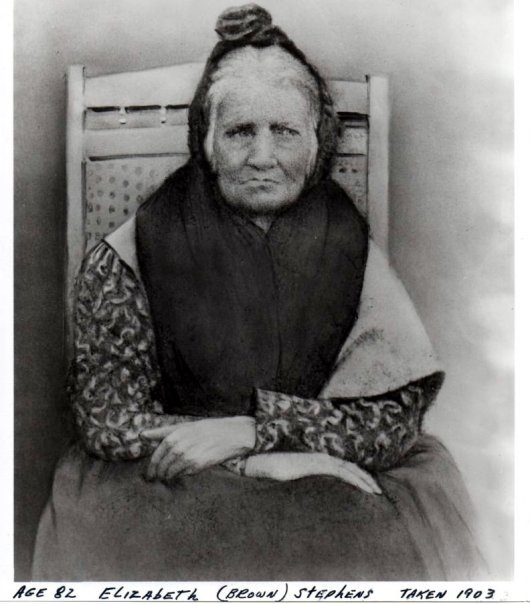
伊丽莎白·"贝特西"·布朗·史蒂芬(1903)，一位曾于1838年踏上眼泪之路的切罗基人

安德鲁·杰克逊担心最高法院的判决将致使联邦军队与佐治亚州民兵开战，于是他决定不执行该判决。此时他已身陷与南卡罗莱纳州的宪政危机(即联邦法令废止权危机)，所以他决定推进迁移运动以避免可能的内战。1830年《印第安人迁移法案》 通过后，美国国会授权与部族进行土地交换和迁移运动的谈判。 杰克逊就其与佐治亚州的冲突向切罗基人施压，以要求他们签订迁移条约。
由杰克逊签订的最终迁移条约在国会通过，并由杰克逊和他的继任者马丁·范布伦施行。范布伦允许佐治亚州、田纳西州、北卡罗来纳州和亚拉巴马州的7000名州民兵、正规军和志愿兵在温菲尔德·斯科特将军的领导下武装押送田纳西州克利夫兰的13000名切罗基人。这些人先是被集中关押，后来在美军的监管下迁往俄克拉荷马州，他们曾居住的领地迅速被美国人抢占。西迁之路途中的大部分死亡由饥荒、疾病和严寒造成。
1838年冬季，切罗基人在缺乏御寒服装，甚至大多数人赤脚下地的情况下踏上了长达1,000英里（1,600）的西迁之路。行进始于切罗基人在密西西比河东岸的最后一块领地——田纳西州红土（现田纳西州红土州立历史公园）。 由于瘟疫蔓生，任何城镇和村落都不允许他们接近，这意味着他们常要兜远路 。  横穿田纳西州和肯塔基州后，他们于1838年12月3日沿南伊利诺伊州戈尔孔达抵达俄亥俄河。 ”贝里轮渡“向饥肠辘辘的切诺基人收取1美元/人(相当于现今的23.53美元)的渡河费，而该轮渡的通常收费仅有12美分/人（相当于现今的2.82美元）。此外，他们被迫在临时避难所——俄亥俄河肯塔基州侧的峭壁"披风巨岩"下等上三个星期，直至”贝里轮渡“载完了所有乘客，并”找不到什么其他事做“时才再次启程。许多切罗基人在等待渡河的过程中抱团取暖，最后一起死去。也有几名切罗基人被当地人谋杀，他们的同伴于伊利诺伊州的维也纳法院提请诉讼，要求联邦政府给予35美元/人（相当于现今的823.48美元）的丧葬费用以埋葬惨遭杀害的切罗基人。 

12月26日，当切罗基人横穿南伊利诺伊州时，摩西·丹尼尔特遣队的军需官马丁·戴维斯写道：
这是我在伊利诺伊州经历过的最冷一季。河流结冰层有8或12英寸 [20或30] 厚。我们不得不切开冰块来为自己和牲畜们取水。这里每两三天便会下场大雪。我们现在在密西西比河树沼地扎营，距离河流仅4英里（6），可我看不到任何横渡河流的希望，因为每天都有数不尽的冰块漂流而下。我们上个月只行进了65英里（105），然后便困于此地长达三星期。不知我们何时才能渡河…。
一位来自佐治亚州，参与了迁移运动的志愿兵叙述道:
我打过内战，目睹过成千上万人被枪炮屠杀，但切罗基人的迁移是我见过最残酷的差事。

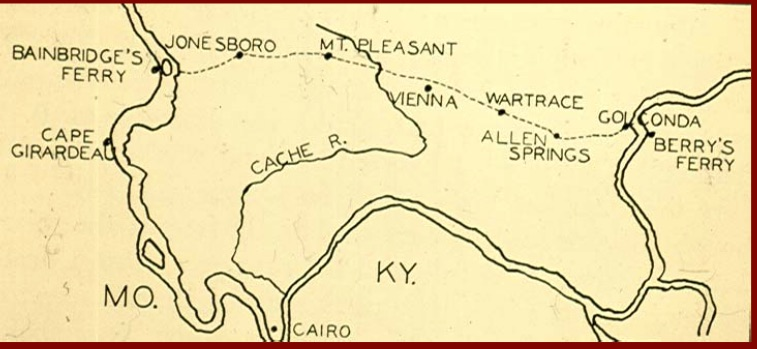
美国农业部下属机构美国国家森林局绘制的眼泪之路南伊利诺伊州段地图

切罗基人花费近三个月时间横穿了密西西比河与俄亥俄河间的60英里（97）土地。死者中的大多数死于南伊利诺伊州。当年自愿西迁的切罗基人选择水路，仅用21天就到达目的地，但被强制迁移的切罗基人并不相信水路，反而选择了耗时更长的陆路行进。
西迁的切罗基人开始定居于俄克拉何马州的塔勒阔。1835年签订《新埃科塔条约》时，梅杰·里奇曾感叹”我这是自寻死路。“他本人、约翰·里奇以及伊莱亚斯·布迪诺特都因缔约者的身份而死于接踵而至的骚乱，唯有斯坦德·沃蒂逃过一劫。 切罗基族人口在跌入谷底后迎来反弹，时至今日，切罗基人已是美国最大的印第安人部族。
迁移行动中有一些例外。一是有约100名切罗基人成功躲过了美军的追查，定居于佐治亚州和其他州的山中；二是那些居于私人土地上的切罗基人并未被强制迁移。约有400名切罗基人居于北卡罗来纳州，他们因定居点靠近奥科纳卢费特河而被称为奥科纳卢费特的切罗基人；居于大烟山中的切罗基人酋长是位曾被切罗基人收养，名为威廉·霍兰·托马斯的白人，该身份使得这一支切罗基人得以留居当地。除此之外，有200名切罗基人在协助美军捕获切罗基人的老先知Tsali（他被捕后遭行刑队枪决）后获准于Qualla定居。这些北卡罗来纳州的切罗基人后合称东部派切罗基人。
1840年7月24日，一家当地报纸《高地信使》刊文称，”900-1000名受骗的切罗基人依然守候在梅肯县和切罗基县的故居中不愿离去，但想在那儿置地的人笃信切罗基人已尽数西迁”；该报还称杰克逊曾言：”依我之见，印第安人可以任意选择离去或是留居。“

### 对东部切罗基人的赔偿
1905年5月18日，美国索赔法院裁定支持东部切罗基人对联邦政府的指控。 政府随即向合乎条件的部族个人和家庭拨款一百万美元(相当于现今的27438023.04美元)。内政部雇员盖恩·米勒制作了一张身份核实表以核对部族的拨款分配，这张表现被称为盖恩·米勒表。125000多人提交了申请，其中30000多人获批拨款。

## 统计数据
| 部族       | 签订迁移条约前居于密西西比河东岸的人数 | 迁移条约名称                 | 实行迁移的主要时间 | 被迁移的人数      | 留居东南部的人数 | 迁移途中死亡人数               | 阵亡人数               |
| ---------- | -------------------------------------- | ---------------------------- | ------------------ | ----------------- | ---------------- | ------------------------------ | ---------------------- |
| 乔克托人   | 19554名+乔克托族白人+500名黑奴         | 《舞兔克里克条约》(1830)     | 1831-1836          | 12 500名          | 7,000            | 2000–4000多名（霍乱）          | 无                     |
| 克里克人   | 22700名+900名黑奴                      | 《塞萨塔条约》(1832)         | 1834-1837          | 19 600名          | 100多名          | 3500名（迁移完成后爆发的疾病） | ？（第二次克里克战争） |
| 奇克索人   | 4914名+1156名黑奴                      | 《庞托托克克里克条约》(1832) | 1837-1847          | 4 000多           | 100多名          | 500-800名                      | 无                     |
| 切罗基人   | 21500名+2000名黑奴                     | 《新埃科塔条约》(1835年)     | 1836-1838          | 20000+2 000名奴隶 | 1000             | 2000-8000名                    |                        |
| 塞米诺尔人 | 5000名+逃亡奴隶                        | 《佩恩码头条约》(1832)       | 1832-1842          | 2833              | 250名 500名      | 700名（第二次塞米诺尔战争）    |                        |

## 纪念

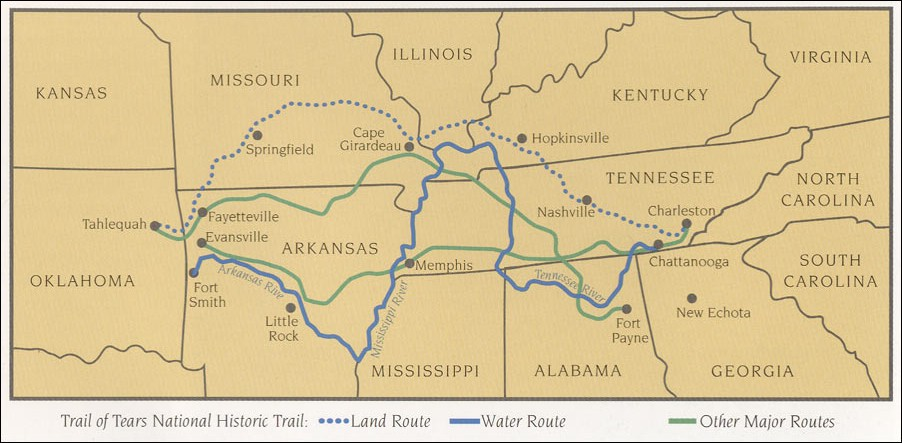
「眼泪步道」地图

1987年，联邦法律认定约2,200英里（3,500）的步道是当年17支切罗基人氏族的行进路线。 包含陆路和水路的“眼泪步道”横跨美国九个州。

### 时代剧
克米特·亨特以眼泪之路为蓝本创作的时代剧Unto These Hills 自1950年7月1日开演以来已售出五百多万张门票。该剧既进行巡演，又在位于北卡罗莱纳州切罗基山腰上的切罗基历史协会户外剧院举行公演。

### 纪念章
切罗基族艺术家的特洛伊·安德森受委托设计纪念切罗基人踏上眼泪之路一百五十周年奖章。奖章上的七芒星图案象征切罗基人的七支氏族。

### 文学
- 洛丽·蒙蒂耶罗编选，格兰特·福尔曼译制的Family Stories From the Trail of Tears 收集了印第安人先驱历史中有关眼泪之路的部分[92]
- 杰里·埃利斯于1991年写就Walking the Trail一书，讲述了他重走眼泪之路的经历
- 佛瑞斯特·卡特於1976年以切羅基人為題材所寫的「少年小樹之歌（The Education of Little Tree)」，其中的第6章-了解過去 就有提到「淚之路」。

## 公文
- U.S. Senate. . April 15–17, 1830. （原始内容存档于2009-02-06）.
- Scott, Winfield. . 1838-05-10. （原始内容存档于2008-10-06）.
- . Cherokee Agency. 1838-05-17. （原始内容存档于2008-12-27）.

## 纪录片
- The Trail of Tears: Cherokee Legacy (2006) – directed by Chip Richie; narrated by James Earl Jones